# خوسيه كارلوس ناسيمنتو
خوسيه كارلوس ناسيمنتو (بالبرتغالية: José Carlos Nascimento‏) هو لاعب كرة قدم برازيلي في مركز الدفاع، ولد في 19 مارس 1965 في غويانيا في البرازيل. لعب مع نادي بورتو ونادي فاسكو دا غاما ونادي فلامنغو ونادي ماريتيمو.